# Австрийское Приморье
Австрийское Приморье (нем. Österreichisches Küstenland, итал. Litorale austriaco, словен. Avstrijsko primorje, хорв. Austrijsko primorje) — коронная земля Габсбургской монархии с 1813 по 1918 годы, заключавшая в себе вольный имперский город Триест с предместьями, маркграфство Истрия и окняженное графство Горица и Градишка. Управление ею осуществлял императорский наместник, резиденция которого находилась в Триесте.
На русский язык немецкий термин Кюстенланд (Küstenland) традиционно переводился как Береговая область, или Береговая земля. В ЭСБЕ указано, что (видимо, по состоянию на конец XIX века) Береговая земля (Триест, Герц, Градиска, Истрия) относилась к Цислейтании, занимала 7 967 квадратных километра и имела 647 тыс. жителей
Формирование Австрийского Приморья началось ещё в 1382 году, когда жители Триеста, устав в одиночку обороняться от посягательств венецианцев, отдались под защиту австрийских Габсбургов. В XVI веке вместе с венгерской к Габсбургам отошла и хорватская корона, а с ней — северная часть Далмации. Кампо-Формийский мир 1797 года позволил расширить приморские владения за счёт Венецианской республики. В 1809 Наполеон присоединил эти земли к Иллирийским провинциям, но после его падения Венский конгресс передал под власть Габсбургов всё приморье, которое до 1849 составляло особое королевство Иллирию.
Австрийское Приморье представляло собой многонациональное образование. Здесь говорили по-итальянски, по-словенски, по-хорватски, по-немецки, по-фриульски и на истророманском. В 1910 году площадь Кюстенланда составляла 7 969 км², а население превышало 894 тыс. человек. Основным промышленным центром был Триест — главный морской порт Австро-Венгрии. Экономика прочих прибрежных территорий была завязана на сельском хозяйстве и на туризме (прибрежную полосу Адриатики окрестили Австрийской Ривьерой).
Во время Первой мировой войны Австрийское Приморье стало ареной ожесточённых сражений между итальянцами и австрийцами. По результатам войны территория Италии приросла за счёт прибрежной части Австрийского Приморья, которая получила итальянское название Венеция-Джулия. После Второй мировой войны Италия сохранила за собой провинции Триест и Гориция, остальная часть региона Венеция-Джулия (и Австрийского Приморья) вошла в состав СФРЮ.
После потери этих провинций Австрия окончательно утратила выход к морю.